# Пакаса
Пакаса (лит. Pakasa) — река (протока) в восточной части Литвы, находящаяся на территории Игналинского района. Соединяет озёра Пакасас и Укояс. Длина Пакасы около 200 метров, площадь водосборного бассейна 96,9 км².
Река вытекает из юго-восточной части Пакасаса. Течёт в восточном направлении. Пересекает дорогу 1423 Аза — Вайшнюнай — Гинучяй — Кирдейкяй. Впадает в северо-западную часть озера Укояс.